# جيسون مور (محرر ويكيبيديا)
جيسون مور (مواليد 1985 م) هو محرر ويكيبيديا أمريكي من بين المساهمين الأكثر نشاطًا في ويكيبيديا الإنجليزية من حيث عدد التعديلات . بدأ في التحرير منذ عام 2007 تحت اسم "Another Believer"، وتخصص في الأحداث الجارية، مع تغطية تشمل جائحة كوفيد-19 ، واحتجاجات جورج فلويد، وثقافة بورتلاند بولاية أوريغون، أنشأ مور وطور مشروع ويكي للعمل المشترك حول هذه المواضيع. بصفته منظمًا في حركة ويكيميديا، كما استضاف لقاءات وماراثونات تحرير لتدريب المحررين الجدد.

## ويكيبيديا
يُعد جيسون مور من بين المحررين الأكثر نشاطًا من حيث عدد التعديلات على ويكيبيديا الإنجليزية. عبر نصف مليون تعديل منذ عام 2007، أنشأ مور آلاف الصفحات، بما في ذلك مقالات عن الأحداث الجارية والكوارث الطبيعية والهجمات الإرهابية. تتضمن بعض هذه المقالات اقتحام كابيتول الولايات المتحدة 2021 ، وإطلاق النار في بوفالو عام 2022 ، وإطلاق النار في لاجونا وودز عام 2022. على ويكيبيديا الإنجليزية، أنشأ مور مجموعات تقارب المحررين "مشاريع ويكي" مخصصة لتحسين تغطية ويكيبيديا للأحداث الجارية مثل جائحة كوفيد-19. أثناء انتشار مرض كوفيد-19، وثّق مدى انتشار الوباء عبر العديد من الولايات الأمريكية وقطاعات الأعمال والمجتمعات المحلية. كان مساهمًا رئيسيًا في المقالات حول الاحتجاجات التي أعقبت مقتل جورج فلويد. عند بدء الإدخال الخاص بهجوم مبنى الكابيتول الأمريكي عام 2021، قام هو والمحررون الآخرون بإدارة تدفق المحتوى الجديد للمقالة مع تطور الحدث في الوقت الفعلي. 
كتب أيضًا عن مواضيع في بورتلاند بولاية أوريغون ، مثل حلقات الخيول ، والورود، ومبنى غسيل اتحاد ييل، وتسجيل أوركسترا أوريغون السيمفونية لعام 2011 بعنوان "موسيقى لوقت الحرب". كانت أول مقالة مميزة لمور أعلى تصنيف جودة في الموسوعة - عن ألبوم روفوس هل جودي في قاعة كارنيجي، وقد وصفت دوافعه بأنها "الإشباع الفوري الناتج عن تحسين الإنترنت بسهولة"، والرضا الناتج عن "مشاركة المعلومات مع العالم". وصفت قناة سي إن إن مور بأنه "مؤثر على ويكيبيديا".
بالإضافة إلى التحرير، شارك مور في بناء حركة ويكيميديا من خلال تنظيم لقاءات محلية وتدريب المحررين الجدد. في عام 2013، نظم ماراثون تحريري في متحف بورتلاند للفنون  حيث دعا الناس إلى استخدام الموارد المؤسسية لتحسين تغطية الفنانين المحليين والمنظمات الفنية والفن العام.  استمر في استضافة أحداث منطقة بورتلاند، خاصة لتحسين تغطية ويكيبيديا للفنون والفنانات في بورتلاند. ساعد مور أيضًا في تنظيم برنامج تابع لمؤسسة ويكيميديا للتواصل مع مجتمع LGBT وحملة Wiki Loves Pride لتحسين التغطية المتعلقة بثقافة LGBT والتاريخ.

## حياته الشخصية
وُلِد مور في 1985، نشأ في هيوستن، وكان يستمتع بتقارير الكتب والمشاريع العلمية عندما كان طالبًا. عاش في بورتلاند، اعتبارًا من عام 2022، حيث عمل كاستراتيجي رقمي، وعمل سابقًا في قسم جمع التبرعات في أوركسترا أوريغون السيمفونية.